# E pur si muove!
Pour les articles homonymes, voir Et pourtant elle tourne.

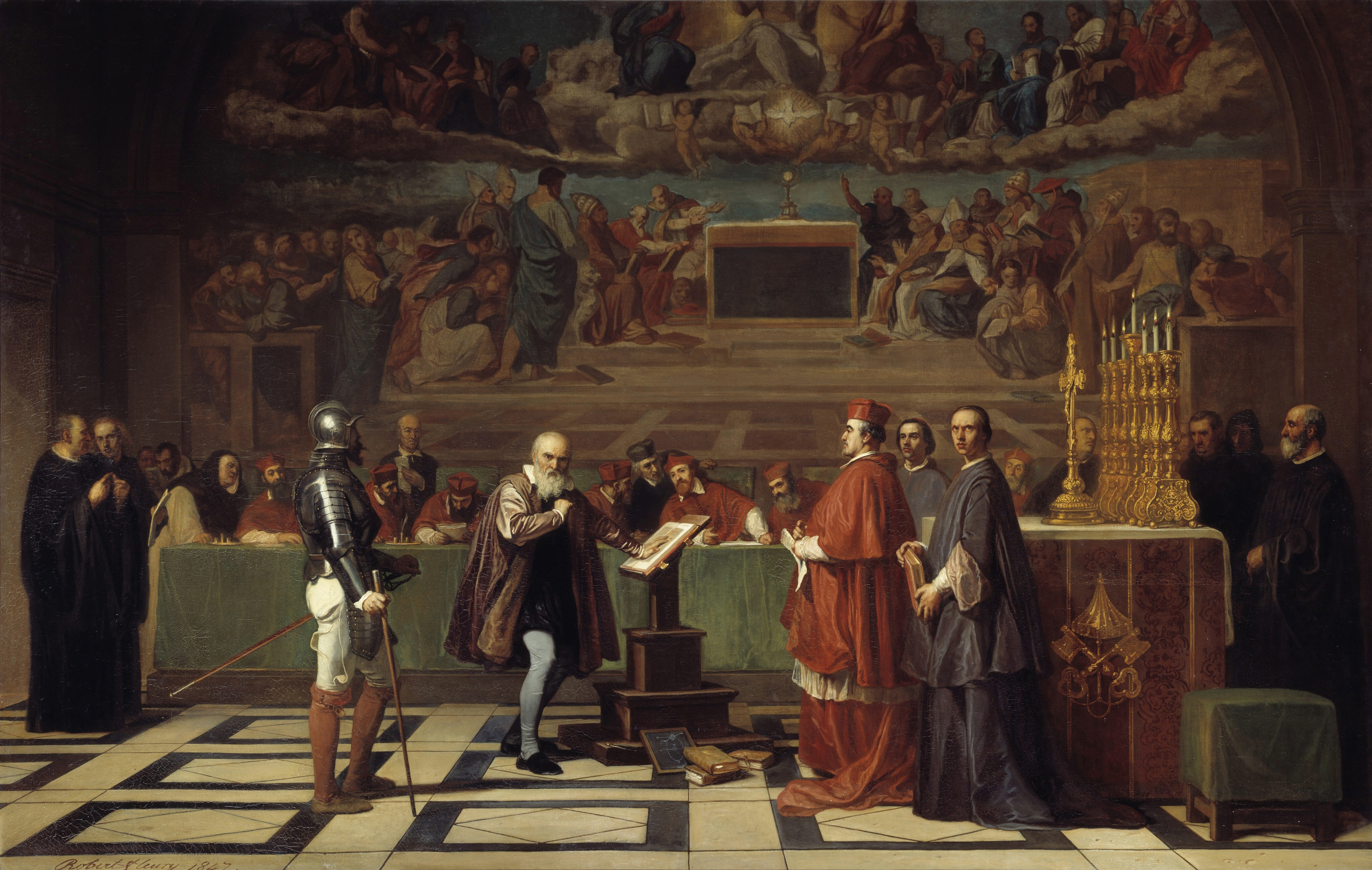
Galilée devant le Saint Office, peinture du XIXe siècle, de Joseph-Nicolas Robert-Fleury.

L'expression italienne « E pur si muove! » ou « Eppur si muove! » (prononcé [epˈpuɾ si ˈmwɔːve]), qui signifie « Et pourtant elle tourne » (littéralement : « et pourtant elle bouge »), est attribuée, selon la légende, à l'Italien Galilée (1564-1642), mathématicien, physicien et philosophe, qui aurait marmonné cette phrase en 1633 après avoir été forcé devant l'Inquisition d'abjurer sa théorie (vérifiée depuis lors) que c'est la Terre qui tourne autour du Soleil, doctrine qui était alors considérée comme hérétique par l'Église.

## Contexte
Au moment du procès de Galilée, l'opinion qui prévalait parmi les théologiens, les philosophes et la majorité des savants depuis Aristote était que la Terre, immobile, était le centre de l'univers. Les adversaires de Galilée l'avaient accusé d'hérésie auprès de l'Inquisition, crime alors passible de la peine de mort ainsi qu'en avait fait les frais Giordano Bruno, condamné au bûcher en 1600. Comme Galilée s'était rétracté, il fut seulement assigné à résidence jusqu'à sa mort, laquelle survint neuf ans après le procès.

## Sources historiques
Il n'existe aucun témoignage contemporain que Galilée ait prononcé cette phrase à son procès, faisant de cette phrase une citation apocryphe. La première biographie de Galilée, écrite par son disciple Vincenzo Viviani, ne fait pas mention de ces mots. C'est à travers le succès des Querelles littéraires (1761) du chanoine français Augustin Simon Irailh, que la légende a commencé à être largement répandue ; la fameuse phrase y est retranscrite d'après l'anthologie The Italian Library (1757) de Giuseppe Baretti, parue 124 ans après le procès de Galilée,,.
En 1911, on a retrouvé la fameuse phrase sur un tableau attribué à Bartolomé Esteban Murillo (ou à son école madrilène) et datée de 1643 ou 1645. Le portrait n'est évidemment pas fidèle à la réalité historique puisqu'elle représente Galilée dans le cachot d'un donjon (or Galilée n'était pas enfermé dans le cachot d'un donjon, mais en résidence surveillée chez lui). Toutefois, puisque le peintre fait apparaître la phrase « E pur si muove » sur l'un des murs du tableau, cela prouve au moins que cette légende (ou des variantes de celle-ci) était en circulation plus d'un siècle avant le texte de Baretti, et peut-être même quand Galilée était encore en vie.

## Conséquences
La théorie héliocentriste, défendue avant Galilée par Copernic, Kepler ou Giordano Bruno et, après lui, par Newton, s'est imposée dans le monde scientifique d'abord puis dans le reste de la société jusque dans l'Église au cours du XVIIIe siècle, devenant un symbole de ce qu'on a appelé par la suite la révolution copernicienne.
La repentance de l'Église catholique sur l'affaire Galilée a été faite le 31 octobre 1992.
Aujourd'hui, cette expression est utilisée lorsqu'une personne se rallie à une opinion majoritaire tout en gardant une conviction contraire en son for intérieur, notamment lorsque celle-ci est fondée sur des faits contre des croyances[réf. nécessaire]. Cette phrase, bien qu'apocryphe, est également devenue un symbole de l'avènement scientifique sur l'obscurantisme religieux[réf. nécessaire].